# Remzie Osmani
Pour les articles homonymes, voir Osmani.
Remzie Osmani (ou Remzije Osmani), née le 10 septembre 1971, à Mushtishtë en Yougoslavie (maintenant au Kosovo), est une chanteuse et musicienne folk kosovare. Elle est l'une des interprètes les plus célèbres de la musique folklorique albanaise.
Remzie Osmani est mariée et mère de deux enfants. Son frère, Nexhat Osmani, est un chanteur et musicien folk à succès, avec qui elle a également collaboré et chanté des chansons.

## Carrière
Sa première apparition date de 1977 avec la chanson Lute lute nëna bijën. Son talent a été découvert très tôt par ses professeurs de musique, Ibrahim et Mustafë Hamiti, et son professeur d'albanais, Ali Selmanaj. À l'adolescence, elle entre dans l'association culturelle Aferdita (« Aphrodite ») dans son village natal, et plus tard au club Jehona (« Écho ») à Theranda. Parallèlement à ces clubs, elle entreprit plusieurs tournées à Aferdita au Kosovo et en Macédoine en 1978, et à Radio Jehona (Kumanovo) en 1983.
Lulekuqja e Kosovës était son premier album sorti en 1984, en collaboration avec le chanteur Qamili i Vogel (du nom de l'artiste). Deux ans plus tard, elle a publié avec l'aide de Radio Televizioni i Prishtinës (Radio-Télévision Pristina) son album suivant Kur bie Tupani i Parë.
En 2000, Remzie Osmani était présente avec son groupe de folklore à l'Exposition universelle de 2000 à Hanovre. Ensuite, elle a publié douze autres albums, dont le dernier, Dikur (Une fois) est sorti en 2009.

## Albums
- Lulekuqja e Kosovës (1984)[réf. nécessaire]
- Kur bie tupani i parë (1987)[3]
- Kënga në zemër (1989)[3]
- Qan Kosova për bijtë e vetë (1990)[3]
- Të thërrasim Kosovës (1993)[3]
- Pranverë e pajetë (1995)[3]
- Për ju nga zemra (1998)[3]
- Kosova mirë se të gjeta (2000)[3]
- Kënga jeton (2003)[3]
- Si t'i Them (2004)[3]
- Kur zemra këndon (2005)[3]
- Këngë malli (2007)[3]
- Mollë e kuqe (2008)[3]
- Dikur (2009)[3]
- Për Mua Je Kryevepër (2012)[3]

## Singles
- Kush të solli në lagjen time (2003)
- Kush ia banë vetit me sy (2005)
- Pse u ndamë (2011)